# Club Balonmano Los Dólmenes Antequera
Club Balonmano Los Dólmenes Antequera (deutsch: Handballclub Dolmen Antequera) ist ein spanischer Handballverein aus Antequera. Das erste Männerteam spielte eine Saison in der höchsten spanischen Liga, der Liga Asobal.
Aus Sponsoringgründen trat der Verein auch als BM Iberoquinoa Antequera sowie Conservas Alsur Antequera an.

## Geschichte
In Antequera wurde zuvor im Club Balonmano Antequera Handball gespielt, dieser Verein wurde im Jahr 2012 aufgelöst.
Der Club Balonmano Los Dólmenes Antequera wurde im Jahr 2016 gegründet und spielte zunächst in der Primera División, aus der man schon im ersten Jahr in die División de Honor Plata, die zweite spanische Liga, aufstieg. Als Zweitplatzierter in der Zweitligaspielzeit 2020/2021 gelang der Aufstieg in die Liga Asobal, Spaniens erste Liga. Nach der Spielzeit 2021/2022 stieg der Verein als Letztplatzierter in die zweite Liga ab.

## Name
Der Vereinsname Los Dólmenes bezieht sich auf die Sitio de los Dólmenes de Antequera. Der Namenssponsor Iberquinoa S. L. ist ein landwirtschaftliches Unternehmen der Region.

## Halle
Heimspielstätte ist der Polideportivo Municipal Fernando Argüelles.

## Spieler
Im Verein spielt seit 2020 Rafael Baena, der von 2008 bis 2011 schon im Vorgängerverein Club Balonmano Antequera aktiv war.

## Trainer
Juan Antonio Vázquez Diz ist Trainer der ersten Mannschaft.